# Helicopis erotica
Helicopis erotica är en fjärilsart som beskrevs av Adalbert Seitz 1913. Helicopis erotica ingår i släktet Helicopis och familjen Riodinidae. Inga underarter finns listade i Catalogue of Life.